# Omloop Het Nieuwsblad 2020
La 75.ª edición de la clásica ciclista Omloop Het Nieuwsblad fue una carrera en Bélgica que se celebró el 29 de febrero de 2020. La carrera dio comienzo a la temporada de clásicas de pavé sobre un recorrido de 200 kilómetros con inicio en la ciudad de Gante y final en el municipio de Ninove.
La carrera formó parte del UCI WorldTour 2020, calendario ciclístico de máximo nivel mundial, siendo la cuarta carrera de dicho circuito y fue ganada por el belga Jasper Stuyven del Trek-Segafredo. Completaron el podio, como segundo y tercer clasificado respectivamente, el también belga Yves Lampaert del Deceuninck-Quick Step y el danés Søren Kragh Andersen del Sunweb.

## Recorrido
La salida se encuentra en la ciudad de Gante y final en el municipio de Ninove en la provincia de Flandes Oriental sobre una distancia de 200 kilómetros. El recorrido incluyó 9 tramos llanos de pavé y 13 muros, algunos de ellos con zonas adoquinadas:
| Muros  |                       |       |         |              |                     |                      |
| Número | Nombre                | Km    | Tipo    | Longitud (m) | Pendiente media (%) | Pendiente máxima (%) |
| ------ | --------------------- | ----- | ------- | ------------ | ------------------- | -------------------- |
| 1      | Leberg                | 41.9  | asfalto | 950          | 4,2%                | 13,8%                |
| 2      | Den Ast               | 75,6  | asfalto | 450          | 5.5%                | 11%                  |
| 3      | Katteberg             | 101,4 | asfalto | 750          | 6%                  | 11%                  |
| 4      | Leberg                | 111   | asfalto | 950          | 4,2%                | 13,8%                |
| 5      | Rekelberg             | 126   | asfalto | 800          | 4%                  | 9%                   |
| 6      | Valkenberg            | 134   | asfalto | 540          | 8,1%                | 12,8%                |
| 7      | Wolvenberg            | 145,2 | pavé    | 645          | 7,9%                | 17,3%                |
| 8      | Molenberg             | 157,5 | pavé    | 463          | 7%                  | 14,2%                |
| 9      | Leberg                | 165   | asfalto | 950          | 4,2%                | 13,8%                |
| 10     | Berendries            | 169   | asfalto | 940          | 7%                  | 12,3%                |
| 11     | Elverenberg-Vossenhol | 171,5 | asfalto | 1268         | 3,6%                | 9%                   |
| 12     | Muur-Kapelmuur        | 183,3 | pavé    | 475          | 9.3%                | 19,8%                |
| 13     | Bosberg               | 187,2 | pavé    | 980          | 5,8%                | 11%                  |

| Tramos de pavé |              |       |              |
| Número         | Nombre       | Km    | Longitud (m) |
| -------------- | ------------ | ----- | ------------ |
| 1              | Haaghoek     | 38,9  | 2000         |
| 2              | Huisepontweg | 69,9  | 1800         |
| 3              | Holleweg     | 102,1 | 1500         |
| 4              | Haaghoek     | 107,8 | 2000         |
| 5              | Paddestraat  | 117   | 2300         |
| 6              | Ruiterstraat | 145,4 | 800          |
| 7              | Kerkgate     | 148,6 | 1030         |
| 8              | Jagerij      | 151,2 | 800          |
| 9              | Haaghoek     | 162   | 2000         |

## Equipos participantes
Tomaron parte en la carrera 25 equipos: 19 de categoría UCI WorldTeam y 6 de categoría UCI ProTeam. Formaron así un pelotón de 175 ciclistas de los que acabaron 69. Los equipos participantes fueron:
| WorldTeams (19)- AG2R La Mondiale - Astana - Bahrain McLaren - Bora-Hansgrohe - CCC Team - Cofidis - Deceuninck-Quick Step - EF Pro Cycling - Groupama-FDJ - Israel Start-Up Nation - Lotto Soudal - Mitchelton-Scott - Movistar Team - NTT Pro Cycling - Ineos - Jumbo-Visma - Team Sunweb - Trek-Segafredo - UAE Team Emirates ProTeams (6)- Alpecin-Fenix - Total Direct Énergie - Arkéa-Samsic - Circus-Wanty Gobert - Bingoal-Wallonie Bruxelles - Sport Vlaanderen-Baloise |
| |

## Clasificaciones finales
- La clasificación finalizó de la siguiente forma:[4]

### Clasificación general
| \| Clasificación general \| Clasificación general \| Clasificación general \| Clasificación general \| Clasificación general \| \| Ciclista \| Ciclista \| Equipo \| Tiempo \| \| \| --------------------- \| --------------------- \| --------------------- \| --------------------- \| --------------------- \| \| 1.º \| Jasper Stuyven \| Trek-Segafredo \| 5 h 03 min 24 s \| \| \| 2.º \| Yves Lampaert \| Deceuninck-Quick Step \| + 0 s \| \| \| 3.º \| Søren Kragh Andersen \| Team Sunweb \| + 6 s \| \| \| 4.º \| Matteo Trentin \| CCC Team \| + 39 s \| \| \| 5.º \| Tim Declercq \| Deceuninck-Quick Step \| + 1 min 28 s \| \| \| 6.º \| Mike Teunissen \| Jumbo-Visma \| + 1 min 28 s \| \| \| 7.º \| Oliver Naesen \| AG2R La Mondiale \| + 1 min 28 s \| \| \| 8.º \| Philippe Gilbert \| Lotto-Soudal \| + 1 min 28 s \| \| \| 9.º \| Stefan Küng \| Groupama-FDJ \| + 1 min 28 s \| \| \| 10.º \| Florian Sénéchal \| Deceuninck-Quick Step \| + 1 min 28 s \| \| |                      |                       |                 |
| |                      |                       |                 |
| Fuente: ProCyclingStats |                      |                       |                 |
| Clasificación general |                      |                       |                 |
| Ciclista | Ciclista             | Equipo                | Tiempo          |
| 1.º | Jasper Stuyven       | Trek-Segafredo        | 5 h 03 min 24 s |
| 2.º | Yves Lampaert        | Deceuninck-Quick Step | + 0 s           |
| 3.º | Søren Kragh Andersen | Team Sunweb           | + 6 s           |
| 4.º | Matteo Trentin       | CCC Team              | + 39 s          |
| 5.º | Tim Declercq         | Deceuninck-Quick Step | + 1 min 28 s    |
| 6.º | Mike Teunissen       | Jumbo-Visma           | + 1 min 28 s    |
| 7.º | Oliver Naesen        | AG2R La Mondiale      | + 1 min 28 s    |
| 8.º | Philippe Gilbert     | Lotto-Soudal          | + 1 min 28 s    |
| 9.º | Stefan Küng          | Groupama-FDJ          | + 1 min 28 s    |
| 10.º | Florian Sénéchal     | Deceuninck-Quick Step | + 1 min 28 s    |

## Ciclistas participantes y posiciones finales
Convenciones:
- AB: Abandono
- FLT: Retiro por llegada fuera del límite de tiempo
- NTS: No tomó la salida
- DES: Descalificado o expulsado

## UCI World Ranking
La Omloop Het Nieuwsblad otorgó puntos para el UCI World Ranking para corredores de los equipos en las categorías UCI WorldTeam, UCI ProTeam y Continental. Las siguientes tablas son el baremo de puntuación y los 10 corredores que obtuvieron más puntos:
| Posición   | 1.º | 2.º | 3.º | 4.º | 5.º | 6.º | 7.º | 8.º | 9.º | 10.º | 11.º | 12.º | 13.º | 14.º | 15.º-20.º | 21.º-30.º | 31.º-50.º | 51.º-55.º | 56.º-60.º |
| Puntuación | 300 | 250 | 215 | 175 | 120 | 115 | 95  | 75  | 60  | 50   | 40   | 35   | 30   | 25   | 20        | 12        | 5         | 2         | 1         |

| Clasificación |                      |                       |        |
| Ciclista      | Ciclista             | Equipo                | Puntos |
| ------------- | -------------------- | --------------------- | ------ |
| 1.º           | Jasper Stuyven       | Trek-Segafredo        | 300    |
| 2.º           | Yves Lampaert        | Deceuninck-Quick Step | 250    |
| 3.º           | Søren Kragh Andersen | Sunweb                | 215    |
| 4.º           | Matteo Trentin       | CCC                   | 175    |
| 5.º           | Tim Declercq         | Deceuninck-Quick Step | 120    |
| 6.º           | Mike Teunissen       | Jumbo-Visma           | 115    |
| 7.º           | Oliver Naesen        | AG2R La Mondiale      | 95     |
| 8.º           | Philippe Gilbert     | Lotto Soudal          | 75     |
| 9.º           | Stefan Küng          | Groupama-FDJ          | 60     |
| 10.º          | Florian Sénéchal     | Deceuninck-Quick Step | 50     |